# Ivica Šurjak
Ivica Šurjak (* 23. März 1953 in Split, Jugoslawien, heute Kroatien), eigentlicher Vorname Ivo, Spitzname Šuro, ist ein ehemaliger jugoslawischer Fußballspieler.
Der 1,90 m große Flügelstürmer und Mittelfeldspieler gehörte zu der so genannten „goldenen Generation“ der 1970er Jahre des Vereins Hajduk Split. Er zeichnete sich aus durch seine Schnelligkeit, sein herausragendes Dribbling, seinen harten Schuss sowie seine große Lauf- und Kampfstärke.

## Karriere

### Verein
Šurjak feierte sein Debüt für Hajduk Split in der ersten Liga Jugoslawiens am 3. Oktober 1971 im Spiel gegen Partizan Belgrad und erzielte dabei den 2:1-Siegtreffer.
In den folgenden Jahren gewann er mit Hajduk drei Mal die jugoslawische Meisterschaft und fünf Mal den jugoslawischen Pokal.
1981 wechselte der Kroate in die erste französische Liga zu Paris Saint-Germain und gewann dort den französischen Pokal. 1982 heuerte er beim italienischen Verein Udinese Calcio an, bevor er zwei Jahre später nach Spanien zu Real Saragossa ging, wo er ein Jahr später seine Karriere beendete.

### Nationalmannschaft
Für die jugoslawische Fußballnationalmannschaft spielte Šurjak zum ersten Mal am 6. Juni 1973 beim 0:0 gegen Spanien in Zagreb. Bei der Fußball-Weltmeisterschaft 1974 in Deutschland spielte er fünf Mal und erzielte dabei zwei Tore. Bei der Fußball-Europameisterschaft 1976 und der Fußball-Weltmeisterschaft 1982 wurde er vier bzw. drei Mal eingesetzt und blieb dabei jeweils ohne Torerfolg.
Insgesamt absolvierte er 54 Spiele für Jugoslawien und erzielte dabei 10 Tore.

### Erfolge
- Jugoslawischer Meister mit Hajduk Split: 1974, 1975 und 1979
- Jugoslawischer Pokalsieger mit Hajduk Split: 1972, 1973, 1974, 1976 und 1977
- Französischer Pokalsieger mit Paris SG: 1982
- Jugoslawiens Fußballer des Jahres 1976

## Nach der Spielerkarriere
Zwischen 1999 und 2003 bekleidete Šurjak das Amt des Sportdirektors bei seinem Heimatverein Hajduk. Von April 2007 bis zum Sommer 2008 war er erneut dort angestellt, wobei über die genaue Bezeichnung der Tätigkeit Uneinigkeit herrschte. Derzeit ist er in der Geschäftsleitung Hajduks tätig.